# Cadlinella ornatissima
Cadlinella ornatissima är en snäckart som först beskrevs av Jean Risbec 1928.  Cadlinella ornatissima ingår i släktet Cadlinella och familjen Chromodorididae. Inga underarter finns listade i Catalogue of Life.